# Peschereccio

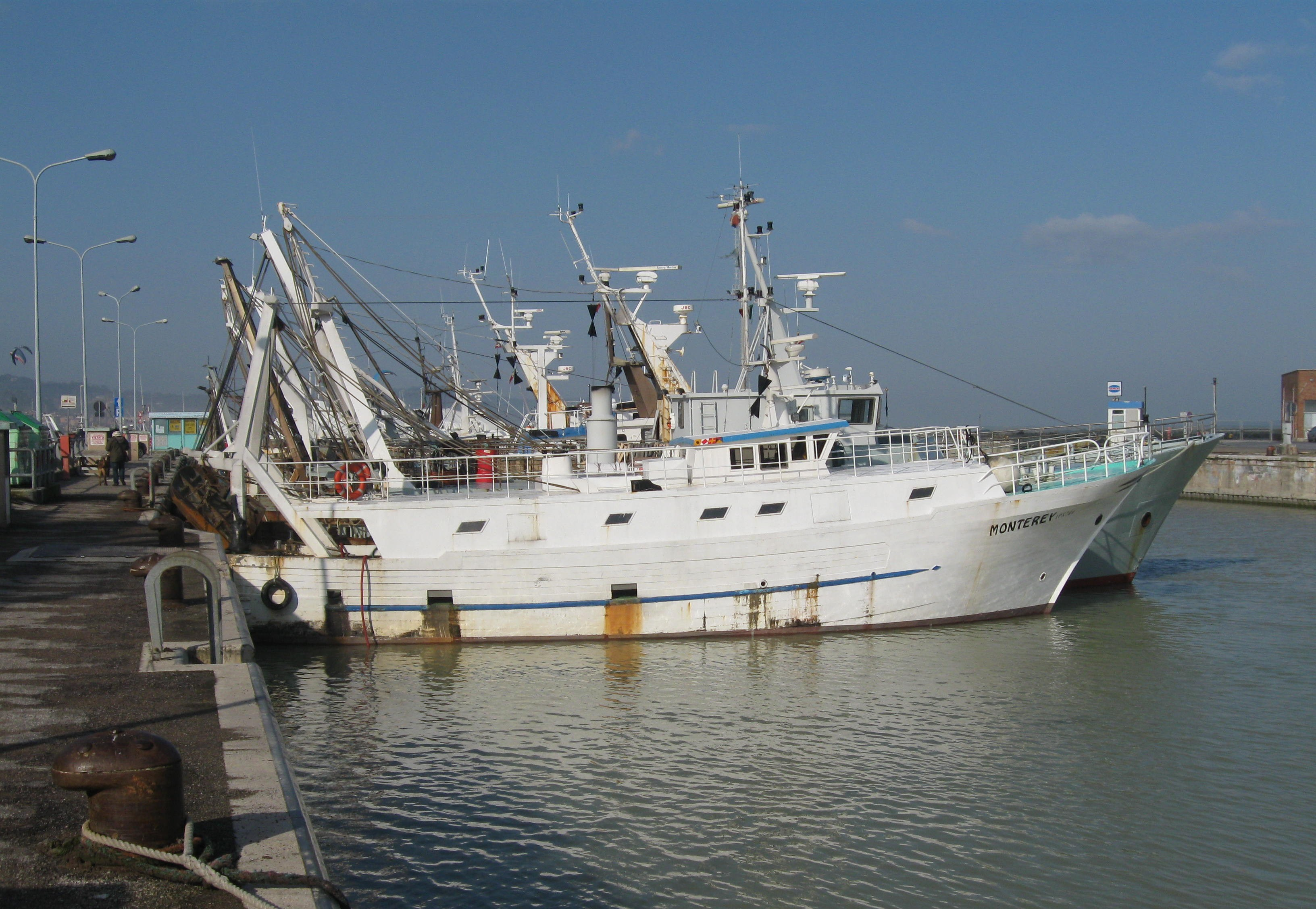
Pescherecci nel porto di Fano

Il peschereccio è un tipo di bastimento utilizzato, essenzialmente, per le attività di pesca commerciale, cioè per la cattura di pesci e altra fauna ittica per la vendita.

Assunta Tontini Madre, fu negli anni 1970 il più grande peschereccio d'altura d'Europa

## Descrizione

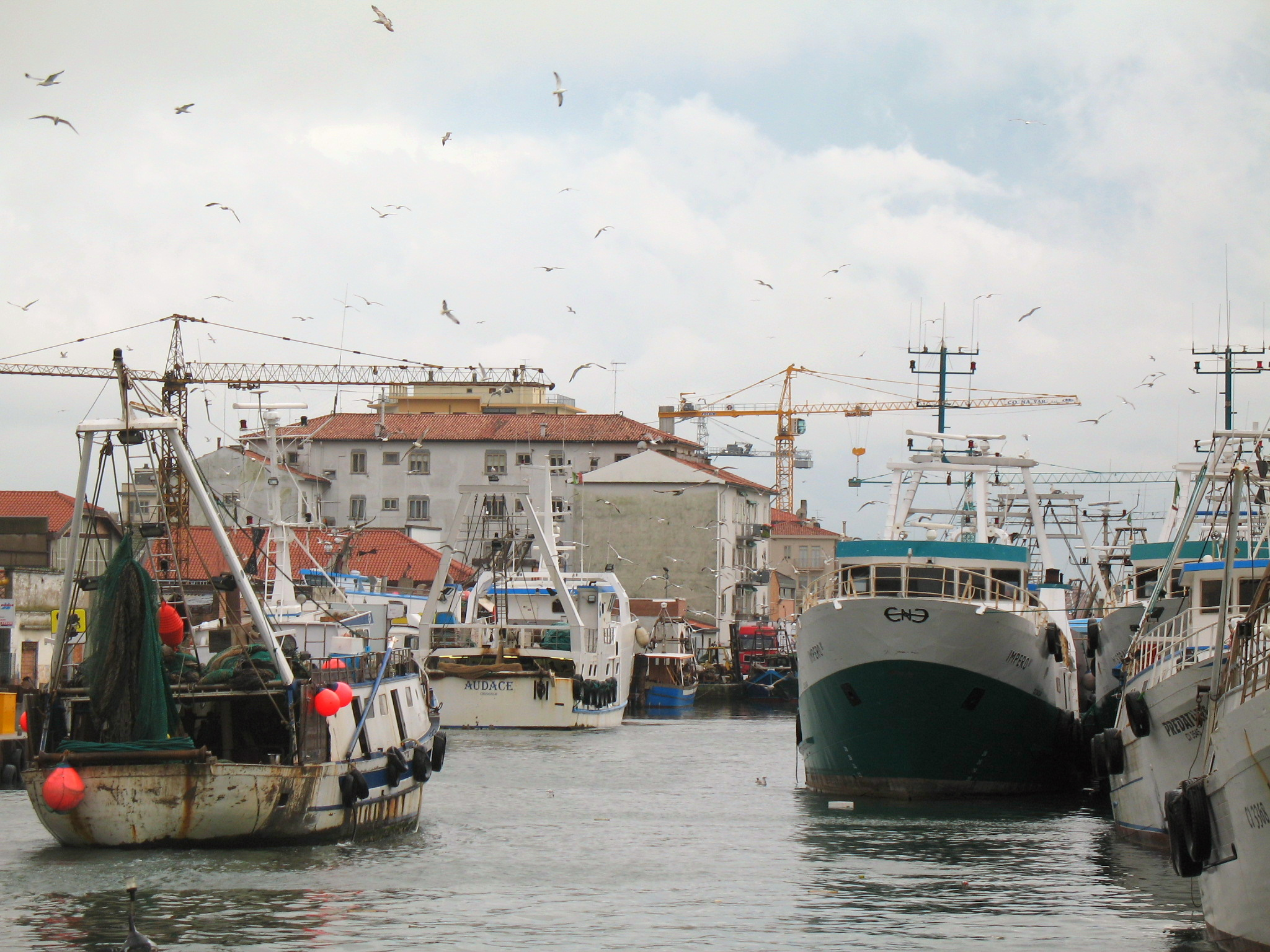
Pescherecci nel porto di Chioggia

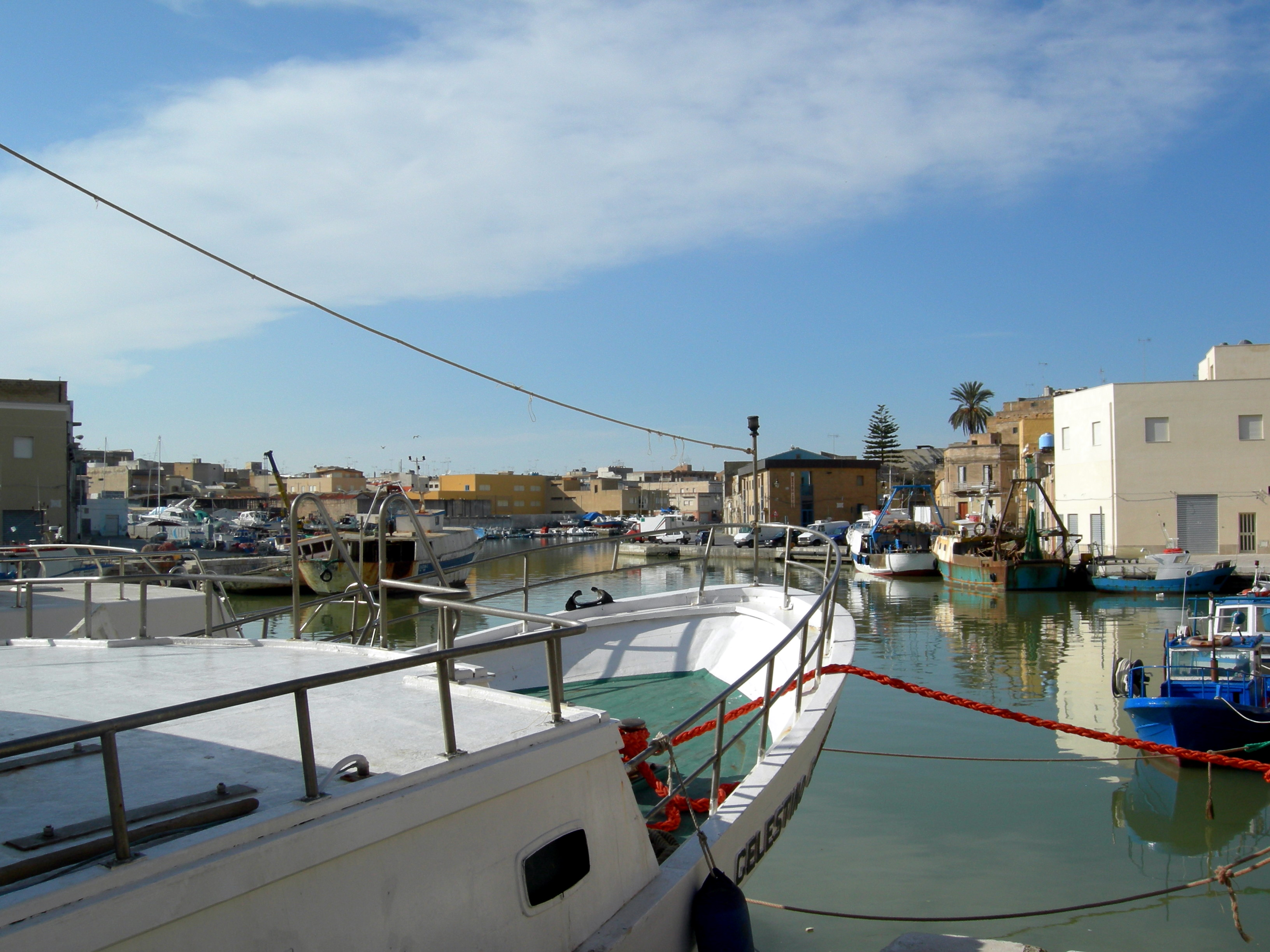
Alcuni pescherecci nel porto canale di Mazara del Vallo

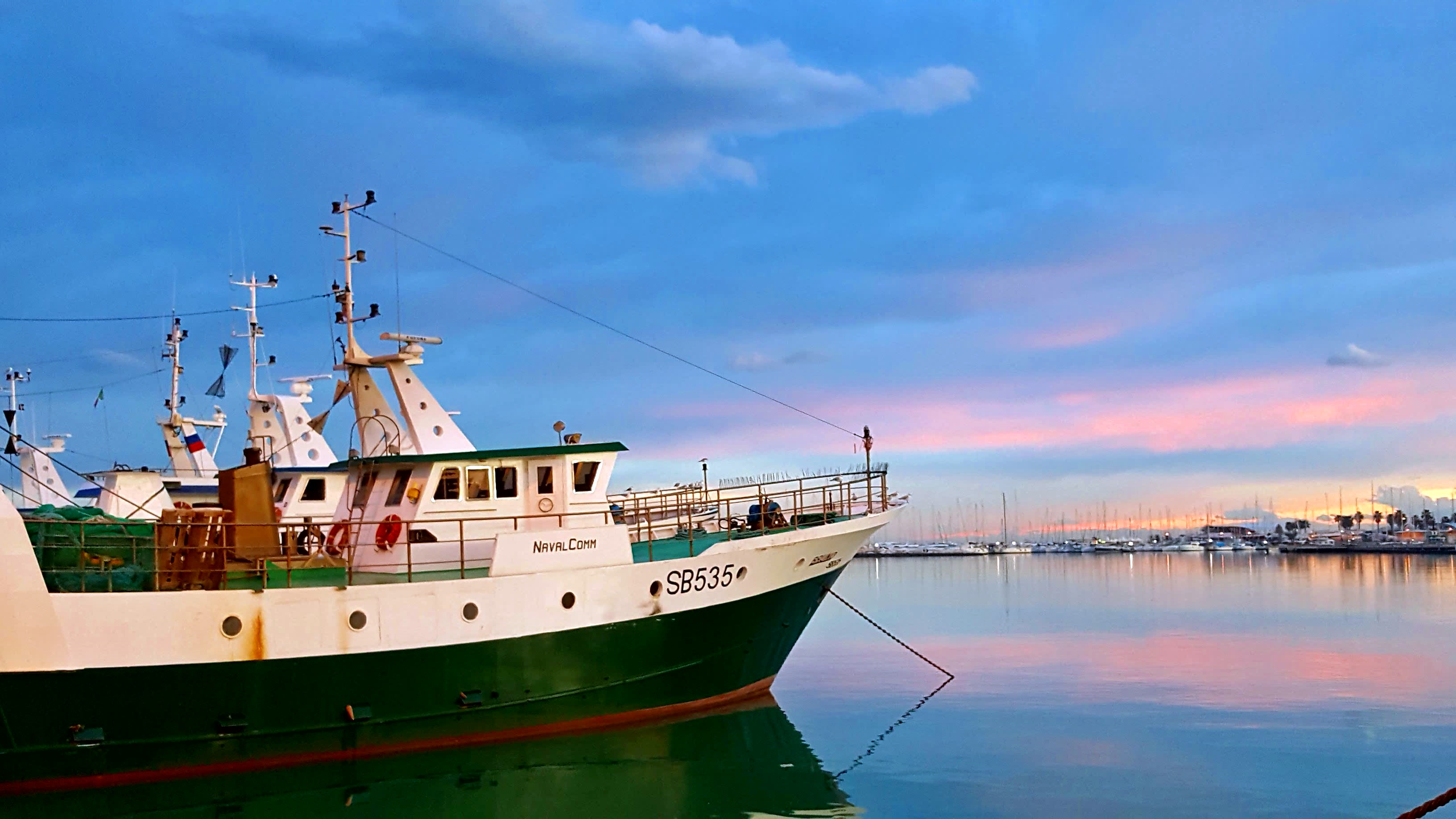
Pescherecci attraccati al molo nord del porto di San Benedetto del Tronto

Sono in genere di dislocamento medio piccolo, per impieghi costieri e la loro stazza parte da qualche tonnellata, mentre sono motopesca d'altura quelli che arrivano oltre le mille tonnellate e anche più con le unità oceaniche, e dotate di abbondanti reti e apparati radar e sonar.
Inizialmente a vela o a remi, sono diventati negli ultimi decenni progressivamente a motore, prima a benzina o a carbone, poi sempre di più Diesel.

### Generi di peschereccio
- Motopesca d'altura
- Motopesca a strascico

### Tipi di pescherecci
- Batana
- Bragozzo
- Paranza
- Pielego
- Topo
- Trabaccolo
- Vongolara

## In Europa
L'Unione Europea ha a più riprese incentivato la chiusura delle attività con la demolizione dei pescherecci.
Secondo la FAO, fra crisi di settore e incentivi alla rottamazione, dal 2000 al 2023 il numero di pescherecci della flotta europea è diminuito del 28%.

## Flotte pescherecce italiane
Sono 35 i principali porti pescherecci d'Italia.
Nella tabella sottostante si mettono a confronto i primi dieci porti italiani per tonnellate di stazza lorda; da notare che non sempre un maggior numero di pescherecci corrisponde a una maggiore stazza lorda, in quanto a volte essi sono di piccole dimensioni.
| Regione  | Porto                             | Posto nella classifica nazionale per TSL | Tonnellate di stazza lorda | N° di imbarcazioni |
| Sicilia  | Porto di Mazara del Vallo         | 1°                                       | 16.725                     | 224                |
| Veneto   | Porto di Chioggia                 | 2°                                       | 5.545                      | 235                |
| Marche   | Porto di Ancona                   | 3°                                       | 4.566                      | 207                |
| Sicilia  | Porto di Sciacca                  | 4°                                       | 4.046                      | 120                |
| Puglia   | Porto di Manfredonia              | 5°                                       | 3.479                      | 240                |
| Sardegna | Porto di Cagliari                 | 6°                                       | 3.141                      | 161                |
| Puglia   | Porto di Molfetta                 | 7°                                       | 3.080                      | 60                 |
| Abruzzo  | Porto di Pescara                  | 8°                                       | 2.987                      | 99                 |
| Marche   | Porto di San Benedetto del Tronto | 9°                                       | 2.845                      | 123                |
| Sicilia  | Porto di Porticello               | 10°                                      | 2.524                      | 245                |

Le flottiglie italiane con oltre 200 motopescherecci iscritti, indipendentemente dalla loro stazza, non sono necessariamente quelle con maggiore stazza lorda; si veda il caso di Ancona, che pur essendo al sesto posto per numero di imbarcazioni, è al terzo porto per TSL (in quanto i suoi pescherecci sono mediamente più grandi), e il caso di Sant'Antioco, che pur essendo al quarto posto per numero di imbarcazioni, per ciò che riguarda la stazza si trova solo al diciottesimo posto (a causa delle ridotte dimensioni delle sue imbarcazioni):
1) Porticello (245 imbarcazioni)
2) Manfredonia (240 imbarcazioni)
2) Chioggia (235 imbarcazioni)
3) Mazara del Vallo (224 imbarcazioni)
4) Sant'Antioco (227 imbarcazioni)
5) Ancona (207 imbarcazioni).
Si fornisce di seguito l'elenco delle prime cinque regioni italiane per TSL.
| Regione  | Porti in ordine di TSL                                                            | Posto nella classifica nazionale per TSL | Tonnellate di stazza lorda |
| Sicilia  | Mazara, Sciacca, Porticello, Portopalo di Capo Passero, Palermo, Catania, Trapani | 1°                                       | 29.800                     |
| Marche   | Ancona, San Benedetto del Tronto, Civitanova Marche, Fano                         | 2°                                       | 11.200                     |
| Puglia   | Manfredonia, Molfetta, Bisceglie                                                  | 3°                                       | 8.000                      |
| Veneto   | Chioggia                                                                          | 4°                                       | 5.500                      |
| Sardegna | Sant'Antioco                                                                      | 5°                                       | 4.800                      |

Il 33 per cento della flotta peschereccia italiana è iscritto nei compartimenti della Sicilia.

## Curiosità
Nel 1912, a San Benedetto del Tronto, avviene il varo del primo peschereccio a motore in Italia, il "San Marco".

### Tipi di pesca
- Pesca a strascico
- Pesca volante
- Rete da circuizione
- Rete da posta
- Palamito